# Steinel

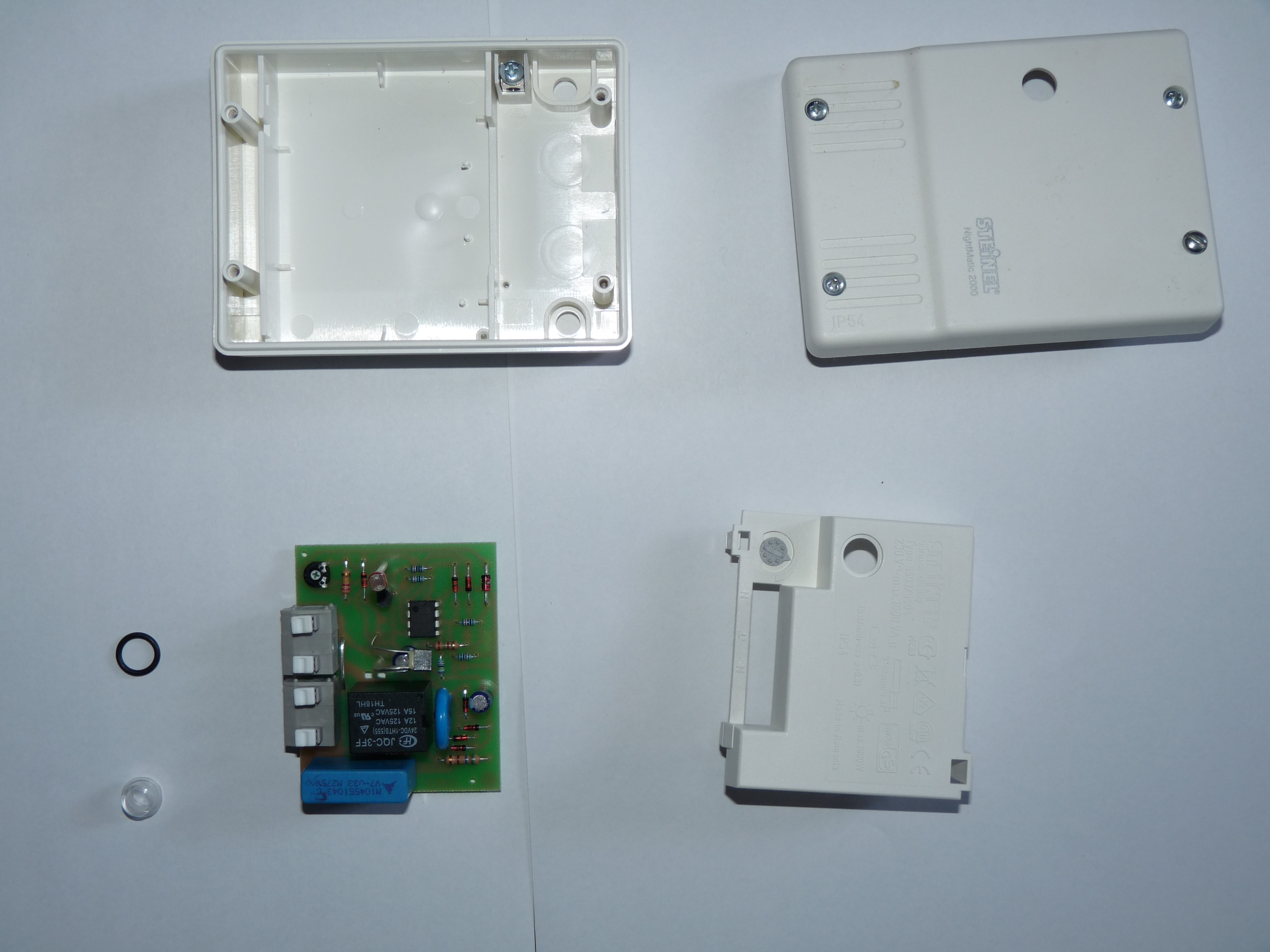
Steinel Nightmatic 2000

Steinel este o companie producătoare de echipamente electrice din Germania.
Grupul Steinel are fabrici în Germania, Elveția, Cehia, România si Republica Moldova iar produsele sunt distribuite în peste 70 de țări din toată lumea.

## Istoric
În 1957 în timpul studii la Școala de Inginerie din Friedberg, Heinrich Wolfgang Steinel începe să producă pentru prima dată rezistoare electrice de încălzire. După terminarea studiilor în 1959 Heinrich Wolfgang Steinel se dedica în întregime micii companii a tatălui său care producea elemente de încălzire pentru o varietate de echipamente electrice, cum ar fi: uscătoare de păr, aparate de cafea și mașini de gătit ouă.
La scurt timp  Heinrich Wolfgang Steinel preia conducerea companiei tatălui său și dezvolta noi rezistoare electrice de încălzire pentru fier de călcat, aparat de făcut vafe și pentru primul toaster.
Compania a fost considerată ca fiind una dintre cele mai importante companii în dezvoltarea și utilizarea rezistorilor de căldură ceramici. Astfel în 1978 compania își mută sediu în Herzebrock-Clarholz.
Dezvoltarea testerul de tensiune cu doi poli s-a dovedit a fi un succes și un pas mare pentru compania Steinel deoarece vânzările ridicate ale acestor dispozitive reduc dependența de piața în  scădere a rezistoarelor electrice de încălzire.
Începând cu anul 1980 compania începe să producă pistoale de lipit, iar din 1983 Steinel începe producția pentru primele ventilatoare cu aer cald.
În 1987 Steinel dezvolta primul senzor de control al luminior exterioare. După o perioadă de un an de la apariția primul senzor dezvoltat de Steinel în 1988, Steinel introduce pe piața senzori capabil să detecteze mișcarea umană. În anul 1989 Steinel produce primele lămpi controlate de senzori, care în prezent sunt utilizate pe scară largă.
După reunificarea Germaniei Steinel preia compania Robotron-Werk din Leipzig urmând ulterior să deschidă noi fabrici în România și Cehia.

## Steinel în România
Compania este prezentă și în România prin compania brașoveană Steinel Trading și produce la Curtea de Argeș ansamble electrice pentru generatoare de aer cald, pistoale de lipit, testoare de tensiune.
În 1992 compania STEINEL Trading SRL este înființată la Brașov, România. Experiența dobândită prin cooperarea cu companii locale au arătat de statele balcanice au un potențial mare pentru fabricarea de produse de calitate. În iarna anului 1997 Steinel a decis începerea producției în România. La fabrica IPE din Curtea de Argeș situată în sud-vestul țării erau asamblate corpurile de încălzire pentru generatoarele de aer cald cât și alte componente. Câteva luni mai târziu Steinel a stabilit propria producție la fabrică din România. După o vreme nu doar produsele semi-fabricate ci și alte produse precum detectoare de voltaj și pistoale de lipit erau fabricate la Curtea de Argeș.
Timp de mai mulți ani Steinel a deținut o cota-parte dintr-o fabrică din Dorohoi, situată în nordul României unde era produsă manual sticla decorativă pentru luminile cu senzor de mișcare realizate în conformitatea cu meșteșugurile tradiționale. În prezent Steinel achiziționează sticla de înaltă calitate din Slovacia.
Număr de angajați în 2005: 250
Cifra de afaceri în 2004: 14,6 milioane euro

## Steinel in Republica Moldova
Compania este prezentată și în Republica Moldova prin compania argeșeană Steinel Trading și produce la Chișinău ansamble electrice pentru generatoare de aer cald, module pentru aparate de cafea, ș.a..
Numar de angajati în 2010: în jurul la 150
Cifra de afaceri în 2010: 15 milioane euro